# Кардио-фацио-кожный синдром
Кардио-фацио-кожный синдром (англ. Cardiofaciocutaneous syndrome), КФКС, также известный как сердечно-кожно-лицевой синдром, кардио-фацио-кутанеальный синдром (КФКС), CFC Syndrome — редкое генетическое отклонение, Ras-патия, обусловленное мутациями в генах Ras / митоген-активированной протеинкиназы (MAPK): BRAF, MAP2K1, MAP2K2 и KRAS, которые, как правило, возникают de novo. Синдром характеризуется одновременным поражением сердечно-сосудистой системы (врожденная патология сердца), строения лица (нарушение структуры костей черепа) и кожных покровов (кожная патология), а также общей задержкой развития.
Синдром имеет аутосомно-доминантный тип наследования. Впервые описан в 1986 году двумя группами исследователей. На 2013 год зафиксировано около 100 случаев заболевания.

## Клинические признаки и диагноз
Большинство случаев заболевания диагностируется в раннем возрасте из-за проблем с кормлением и неспособности к глотанию. Позже могут наблюдаться отставание в развитии и другие отклонения.
У пациентов с КФКС может быть относительно большая голова и высокий лоб, что приводит к тому, что голова выглядит «прямоугольной». Уши повернуты к задней части[чего?] и низко посажены. Может быть короткий нос «картошкой», широко посаженные глаза, недоразвитые или отсутствующие брови и ресницы.
Дифференциальный диагноз кардио-фацио-кожного синдрома проводят с синдромом Аарскога, синдромом LEOPARD и синдромом Уотсона[уточнить].

## Лечение
Симптоматическое, проводится коррекция патологии сердечно-сосудистой системы.